# Площадь имени С. Айни
Площадь имени Садриддина Айни — площадь расположена на пресечении улицы имени С. Айни (проложена от одноименной площади в восточном и западном направлении) и проспекта имени Рудаки, на южной окраине Душанбе.
На площади установлен памятник основоположнику таджикской советской литературы, писателю, первому гражданину которому было присвоено звание «Герой Таджикистана», Садриддину Айни. Скульптурный ансамбль был открыт в 1978 году, когда вся страна праздновала его 100-летний юбилей С. Айни. Вокруг статуи Садриддина Айни можно увидеть скульптуры всех персонажей его произведений. Архитектурная форма в соединении со скульптурным изображением героев из произведений С. Айни отличается художественным достоинством (авторами комплекса памятника являются скульптор Г. Эльдаров, архитекторы А. Агаронов и Р. Каримов). Центральной частью ансамбля является памятник С. Айни на высоком пьедестале. Высота фигуры писателя вместе с пьедесталом составляет 11, 2 м.
От площади рукой подать до Республиканского историко-краеведческого музея и изобразительных искусств имени Бехзада, где до 2013 года располагался главный музей республики.